# Coline Caussin-Battaglia
Pour les articles homonymes, voir Caussin et Battaglia.
Coline Caussin-Battaglia (née le 11 juin 1998) est une rameuse monégasque. En 2019, elle décroche la médaille de bronze lors de sa participation à la deuxième édition des Jeux méditerranéens de plage à Patras, en Grèce.

## Biographie
Coline Caussin-Battaglia est née le 11 juin 1998 à Monaco. Son grand-père, Gérard Battaglia (26 mars 1937 — 2 mars 2015) était un navigateur qui a également représenté Monaco lors des Jeux olympiques d'été de 1960 et des Jeux olympiques d'été de 1976, et qui est médaillé de bronze aux Jeux méditerranéens de 1963, tandis que sa sœur Lisa Caussin-Battaglia, athlète professionnelle et vice-championne du monde en stand-up jetski, est en lice pour la qualification olympique en voile pour Monaco. Elle est également présidente de l'association Monaco High Level - Sport Division.
Coline Caussin-Battaglia débute le sport avec l'athlétisme mais arrête rapidement sa pratique pour se tourner vers l'aviron lors de ses années au collège et rejoint le club de la Société Nautique de Monaco. Sa pratique s'oriente tout de suite vers l'aviron de mer, discipline phare de son club. Elle réalise ses études en parallèle au sein de la Principauté et obtient une licence d'Anglais avant de se lancer dans un Master pour devenir professeur des écoles.

## Carrière sportive
Sa première participation internationale est en 2013 lors d'une grande compétition en Angleterre appelée The Great River Race. Elle gagne sa première médaille mondiale en terminant troisième< lors des Championnats du monde d'aviron de mer en 2018 au Canada en quatre de couple femme pour Monaco. Elle participera ensuite à de nombreux autres championnats du monde en aviron de mer avec son club.
C'est en 2019, lors des Jeux méditerranéens de plage à Patras, qu'elle et sa coéquipière monégasque Clara Stefanelli décrochent le bronze en double femme beach rowing sprint, en présence d'Albert II de Monaco.
En 2020, elle participe aux Championnats d'Europe des moins de 23 ans à Duisbourg, en Allemagne en deux sans barreur poids léger femme avec sa coéquipière Clara Stefanelli et terminent 7e. La même année (2020), elle se démarque en Italie en remportant la médaille d'or au European Rowing Coastal Challenge en solo beach rowing sprint.
À l'échelle nationale, Coline remporte en 2022 l'argent en étant sacrée vice-championne de France en solo beach rowing sprint à La Seyne-sur-Mer et double sa médaille en décrochant l'argent dans la catégorie du double mixte beach rowing sprint avec son coéquipier Gislain Bohrer.